# Gemeentelijke Commissie Ruimtelijke Ordening
De Gemeentelijke Commissie Ruimtelijke Ordening (GECORO) is een gemeentelijk adviesorgaan in Vlaanderen, dat wordt benoemd voor een periode van zes jaar (gelijklopend met de termijn waarmee de leden van de gemeenteraad worden verkozen). De bevoegdheden van de GECORO zitten verankerd in de Vlaamse Codex Ruimtelijke Ordening.
De GECORO kan advies geven, opmerkingen maken of voorstellen doen over alle aangelegenheden met betrekking tot de gemeentelijke ruimtelijke ordening. Dit kan zowel op eigen initiatief als op verzoek van het college van burgemeester en schepenen of de gemeenteraad.

## Samenstelling
De voorzitter en secretaris van de GECORO worden voorgedragen door het schepencollege maar ze worden, net als alle andere leden, benoemd door de gemeenteraad. 
Het aantal leden van het adviesorgaan is afhankelijk van de grootte van de gemeente. Er geldt een wettelijk vastgesteld man/vrouwevenwicht in de GECORO, dat stelt dat maximaal 2/3 van de leden van hetzelfde geslacht mogen zijn.
De verplichting van het college van burgemeester en schepenen om rekening te houden met de standpunten en adviezen van de GECORO (Gemeentelijke Commissie voor Ruimtelijke Ordening) is vastgelegd in de Vlaamse regelgeving, meer specifiek in de Vlaamse Codex Ruimtelijke Ordening (VCRO). 
Het Waalse equivalent van het gemeentelijk orgaan is de Commission consultative communale d'aménagement du territoire et de mobilité (CCATM) of in de Duitstalige Gemeenschap de Kommunaler Beratungsausschuss für Raumordnung und Mobilität (KBRM).
Op provinciaal niveau bestaat er ook een provinciale commissie voor ruimtelijke ordening (PROCORO).

## Relevante bepalingen
Artikel 2.2.5 van de VCRO
Dit artikel bepaalt dat de GECORO het adviesorgaan is van de gemeente voor ruimtelijke ordening. Het college van burgemeester en schepenen moet de GECORO om advies vragen bij onder andere:
- De opmaak of herziening van gemeentelijke ruimtelijke beleidsplannen;
- Gemeentelijke ruimtelijke uitvoeringsplannen (RUP’s);
- Andere ruimtelijke aangelegenheden.

Adviserende rol van de GECORO
De GECORO heeft een adviserende bevoegdheid, wat betekent dat het college rekening moet houden met de standpunten van de GECORO, maar niet verplicht is om deze standpunten volledig over te nemen. Het college heeft uiteindelijk de beslissingsbevoegdheid.
Motiveerplicht
Wanneer het college afwijkt van het advies van de GECORO, is het verplicht om dit te motiveren in zijn beslissing. Dit betekent dat de afwijking moet worden onderbouwd met argumenten die aantonen waarom het college een andere keuze maakt.